# 吾妻奎太
吾妻 奎太（あづま けいた、6月3日 - ）は、日本の男性声優。青二プロダクション所属。兵庫県神戸市出身。

## 経歴
中学生の頃に観たアニメ『進撃の巨人』で主人公エレン・イェーガーを演じた梶裕貴の演技に魅了され、声優を志す。

## 人物
音域はlowE - hiA#(地声) - hihiB(裏声)。
趣味はアニメ鑑賞、カラオケ、動画編集]。特技は太鼓の達人、卓球、接客、歌唱、相対音感。また、ドラゴンクエストと車も好きと発言している。
資格・免許は普通自動車免許。
方言は神戸弁。

## 出演
太字はメインキャラクター。

### テレビアニメ
2021年
- ONE PIECE（2021年 - 2024年、侍、部下、ギフターズ、ウェイターズ、部下 他）

2022年
- ラブオールプレー（安藤倫太郎、的場司）
- デジモンゴーストゲーム（通行人）

2023年
- レベル1だけどユニークスキルで最強です（ソシャ）
- Dr.STONE NEW WORLD（戦士）

2024年
- ちびまる子ちゃん（客A）
- シンカリオン チェンジ ザ ワールド（生徒）
- 合コンに行ったら女がいなかった話

2025年
- クラスの大嫌いな女子と結婚することになった。（スマホ男子A）

### 劇場アニメ
- すずめの戸締り（2022年）
- ONE PIECE FILM RED（2022年）
- 劇場版 美少女戦士セーラームーンCosmos（2023年）

### Webアニメ
- 恋するワンピース（2025年、生徒A[21]、生徒たち[21]、人々[22]）

### ゲーム
- 龍が如く7外伝 名を消した男（2023年）
- SOUND VOLTEX EXCEED GEAR（2024年、嬬武器烈風刀[23]）
- 18TRIP（2024年、天元虎晴[24]）

### オーディオドラマ
2021年
- HeavenlyHelly（ペギー）

2023年
- Voicy
  - 極道社畜（吉原銀次）
  - 小悪魔教師♡サイコ（良村篤弥）

### ラジオドラマ
- 青山二丁目劇場（2022年 - 、文化放送）
  - 逃げる幽霊（2022年、藤原[26]）
  - 嫌われ者は世界を救う（2022年、悪魔[27]）
  - ザ・シンデレラ・デストロイヤーズ（2023年、アレックス[28]）

### オーディオブック
- 華麗なる探偵アリス＆ペンギン ワンダー・チェンジ!（2023年、響琉生）